# Beyond the Boundaries of Twilight
Beyond the Boundaries of Twilight is een studioalbum van de Nederlander Ron Boots. Het album had zijn première tijdens het concert dat Boots gaf in het Planetarium van Bochum op 24 mei 2009. Het album begint met atypische Bootsmuziek; bijna industrial ambient rolt uit zijn synthesizers, maar al snel komt de melodische muziek van Boots weer bovendrijven. In The Story doet hij mondeling uit de doeken waar het album over gaat: 'From the birth of the galaxy with the Big Bang to the times to come, when humans will travel to the stars themselves'. De track doet door het gesproken woord aan Vangelis denken, die ook weleens een verhaal laat vertellen met op de achtergrond een "lopende" synthesizer.

## Musici
- Ron Boots - elektronica
- Onder Nomaler- gitaar op Cradle of Life
- Frank Doritke – gitaar op In the skies en Giants in the Sky

## Composities
Allen van Boots
1. Cradle of Life (14:06)
2. The Story (5:28)
3. At the Dawn of Life (6:21)
4. In the Skies (11:35)
5. The Vastness of Space (5:31)
6. Galactic Traveller (6:46)
7. Sunrise on FarPoint station (6:42)
8. Heroes (6:53)
9. Giants in the Skies (8:01)